# Nasale bilabiale
La nasale bilabiale è una consonante usata in molte lingue del mondo. Il simbolo nell'alfabeto fonetico internazionale che rappresenta questo suono è [m], e il simbolo X-SAMPA equivalente è m.

## Caratteristiche
La consonante nasale bilabiale presenta le seguenti caratteristiche:
- il modo di articolazione è nasale, cioè il suono è prodotto mediante il passaggio del flusso d'aria dalle fosse nasali;
- il punto di articolazione è bilabiale, cioè il suono viene articolato chiudendo le labbra;
- è una consonante sonora, cioè le corde vocali vibrano durante l'articolazione del suono.

Nella fonologia generativa tale fonema è formato dalla sequenza dei tratti: +consonantico, +nasale, +grave.

## Occorrenze

### Francese
In lingua francese tale fono viene trascritto con la grafia ⟨m⟩:
- manger "mangiare" [mɑ̃ˈʒe]
- mot "parola" [mo]

### Spagnolo
In lingua spagnola tale fono viene trascritto con la grafia ⟨m⟩:
- mar "mare" [mar]
- grumete [ɡɾuˈmete]

### Inglese
In lingua inglese tale fono viene trascritto con la grafia ⟨m⟩:
- man "uomo" [mæn]
- him "lui" [hɪm]

### Italiano
L'italiano possiede il suono [m] e viene espresso nello scritto con la lettera ⟨m⟩ o, in alcuni casi (in banca [imˈbaŋka]; san Pietro [samˈpjɛtro]), con la lettera ⟨n⟩. Suo allofono di fronte a consonante labiodentale è la corrispondente nasale labiodentale [ɱ]: la bilabiale [m] compare in tutte le altre posizioni, come per esempio nella parola "mamma" [ˈmamma].

### Tedesco
In lingua tedesca tale fono viene trascritto con la grafia ⟨m⟩:
- Mann "uomo" [man]
- Rühmen "lodare" [ˈʀyːmən]

### Polacco
In lingua polacca tale fono viene trascritto con la grafia ⟨m⟩:
- mężczyzna "uomo" [mɛ̃ʂˈʈ͡ʂɨzna]

### Ceco
In lingua ceca tale fono viene trascritto con la grafia ⟨m⟩:
- muž "uomo" [mʊʃ]

### Greco
In lingua greca tale fono è reso ⟨μ⟩ nell'alfabeto greco:
- μάζα (traslitterato máza) "massa" [ˈmɐzɐ]

### Russo
In lingua russa tale fono viene trascritto ⟨м⟩ in alfabeto cirillico:
- муж "marito" [muʂ]

### Georgiano
In lingua georgiana tale fono viene trascritto ⟨მ⟩ nell'alfabeto georgiano:
- სამი "albero" [ˈsami]

### Arabo
In lingua araba: 
- مطابخ "cucine" [mɑtˤɑːbɪx]

### Giapponese
In lingua giapponese:
- 乾杯 (traslitterato kanpai) "brindisi" [kampai]